# Lac Brenet
Der Lac Brenet ist ein See im Kanton Waadt in der Westschweiz. Er liegt am äussersten Nordostrand des Vallée de Joux im Waadtländer Jura, nahe der Grenze zu Frankreich.

## Lage und Umgebung
Die mittlere Seehöhe liegt auf 1002 m ü. M. und damit 2 m tiefer als diejenige des Lac de Joux, von dem der Lac Brenet nur durch eine 200 m breite Landbrücke getrennt ist. Der See ist 1,5 km lang, rund 500 m breit und maximal 18 m tief. Begrenzt wird der Lac Brenet im Nordwesten durch die waldigen Höhen der Jurakette des Risoux, im Osten durch die Höhe Les Agouillons und den Dent de Vaulion. Das Nord- und Ostufer ist steil, im Südwesten befindet sich am Seerand eine kleine Sumpflandschaft.
Es gibt keine grösseren oberirdischen Zuflüsse, einzig einen Überlauf vom Lac de Joux. Früher floss das Wasser unterirdisch durch Versickerungstrichter am Nordwestufer, zum Beispiel die Cave à la Metsire, ab und gelangte durch ein Kluftsystem zwischen den Gesteinen zur Source de l’Orbe. Diese Trichter wurden aber mit Zement abgedichtet. Der Lac Brenet dient heute als Speicherbecken des Kraftwerks Vallorbe, und das Wasser wird durch einen Stollen unter dem Mont d’Orzeires und über eine Druckleitung zur Zentrale Vallorbe abgeleitet.
Einziger Ort nahe dem Seeufer ist Les Charbonnières, das zur politischen Gemeinde Le Lieu gehört. Entlang dem Ostufer des Sees verläuft die Stichbahnlinie, die Vallorbe mit Le Brassus verbindet.
- Lac Brenet

## Nutzung
Der Lac Brenet ist im Unterschied zum Lac de Joux nicht begehbar im Winter. Wegen Strömungen friert er nur teilweise zu, währenddem der Lac de Joux oft vollständig gefroren ist und überquert werden kann.
Der Bergsee mit der schönen Umgebung und der prägnanten Dent de Vaulion im Hintergrund bildet einen Anziehungspunkt für den Tourismus im Jura.